# Ulica Mostowa w Poznaniu
Ulica Mostowa – ulica na poznańskiej Grobli, przebiegająca w przybliżeniu na osi północ-południe.

## Charakterystyka
Ulica w większości przebiega dawnym korytem Starej Rzeki, będącym jednym z ramion Warty, która w rejonie placu Międzymoście wpadała do starego głównego koryta rzeki. W 1898 otrzymała nazwę Posadowskiego, która upamiętniała pruskiego dyplomatę Friedricha Wilhelma Posadowskiego. Została szybko zabudowana okazałymi kamienicami, głównie w części północnej. Po 1918 otrzymała obecną nazwę, z uwagi na fakt, że prowadziła do Mostu św. Rocha. Zamieszkana była głównie przez robotników, rzemieślników i emerytów. Działały tu fabryki: cukierków, bielizny oraz musztardy i marynat Pecowin. Funkcjonował duży skład opału. Pod numerem szóstym działał dom starców wzniesiony z fundacji poznańskich kupców (obecne Studium Medyczne). Pod numerem 14 stoi dawny Dom Cesarzowej Wiktorii w stylu neogotyckim, w 1923 zamieniony na klinikę dziecięcą (ordynatorem był w niej Karol Jonscher).
Przy ulicy znajdują się: Instytut Zachodni, kościół Wszystkich Świętych, Wielkopolskie Samorządowe Centrum Kształcenia Zawodowego i Ustawicznego nr 2, Muzeum Bambrów Poznańskich, Polski Instytut Ericksonowski (filia poznańska), dawny Dom Starców na Grobli, skwery Ignacego Łukasiewicza i Jana Suwarta oraz apartamentowiec Wstęga Warty.

## Zabytki
Do rejestru zabytków wpisane są:

- dom nr 2, około 1880–1890,
- dom nr 3/3A, około 1900,
- dom nr 4/4A, 1902,
- dom nr 5, około 1905,
- dom nr 5A, 4. ćwierć XIX wieku,
- dom nr 13, 4. ćwierć XIX wieku,
- dom nr 14/14A, około 1905,
- dom nr 15, około 1905,
- dom nr 16, około 1905,
- dom nr 24, 1906,
- dom nr 30, 1895,
- dom nr 31, 1902,
- dom nr 32, 1805, przebudowany w 1883 i około 1900,
- dom nr 37, 1904[2].

## Galeria

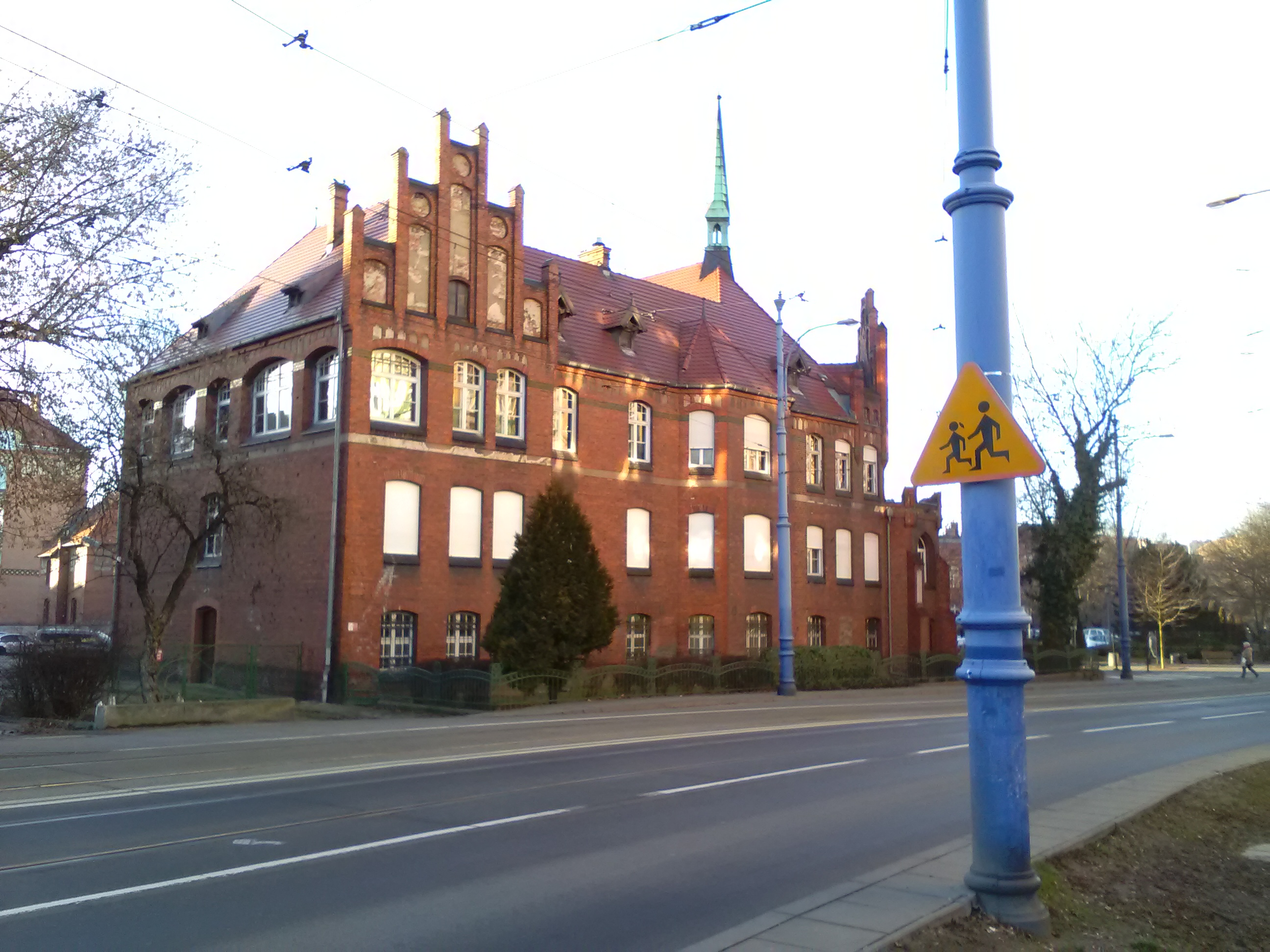
Dawny Dom Augusty Wiktorii
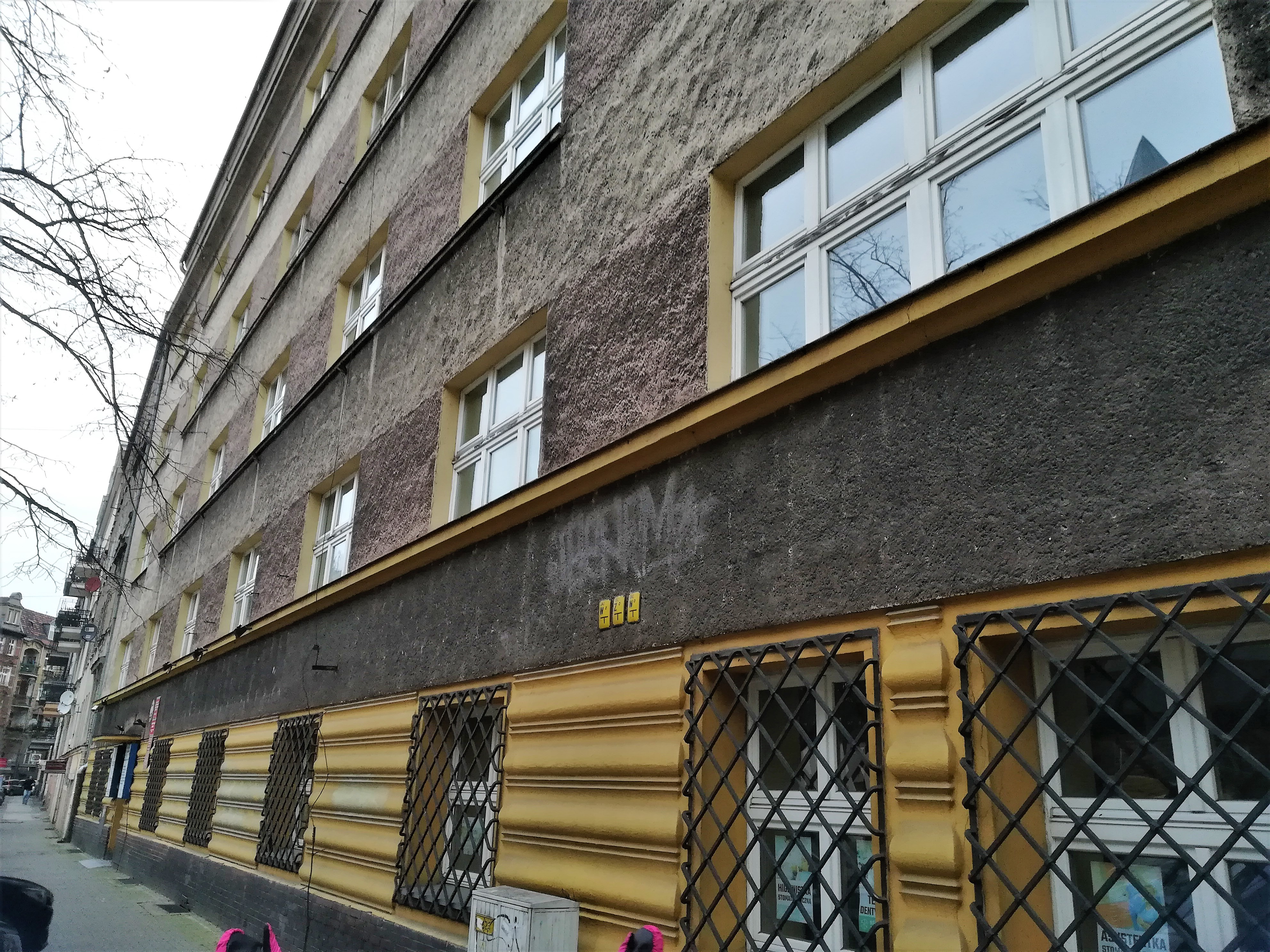
Dawny Dom Starców na Grobli
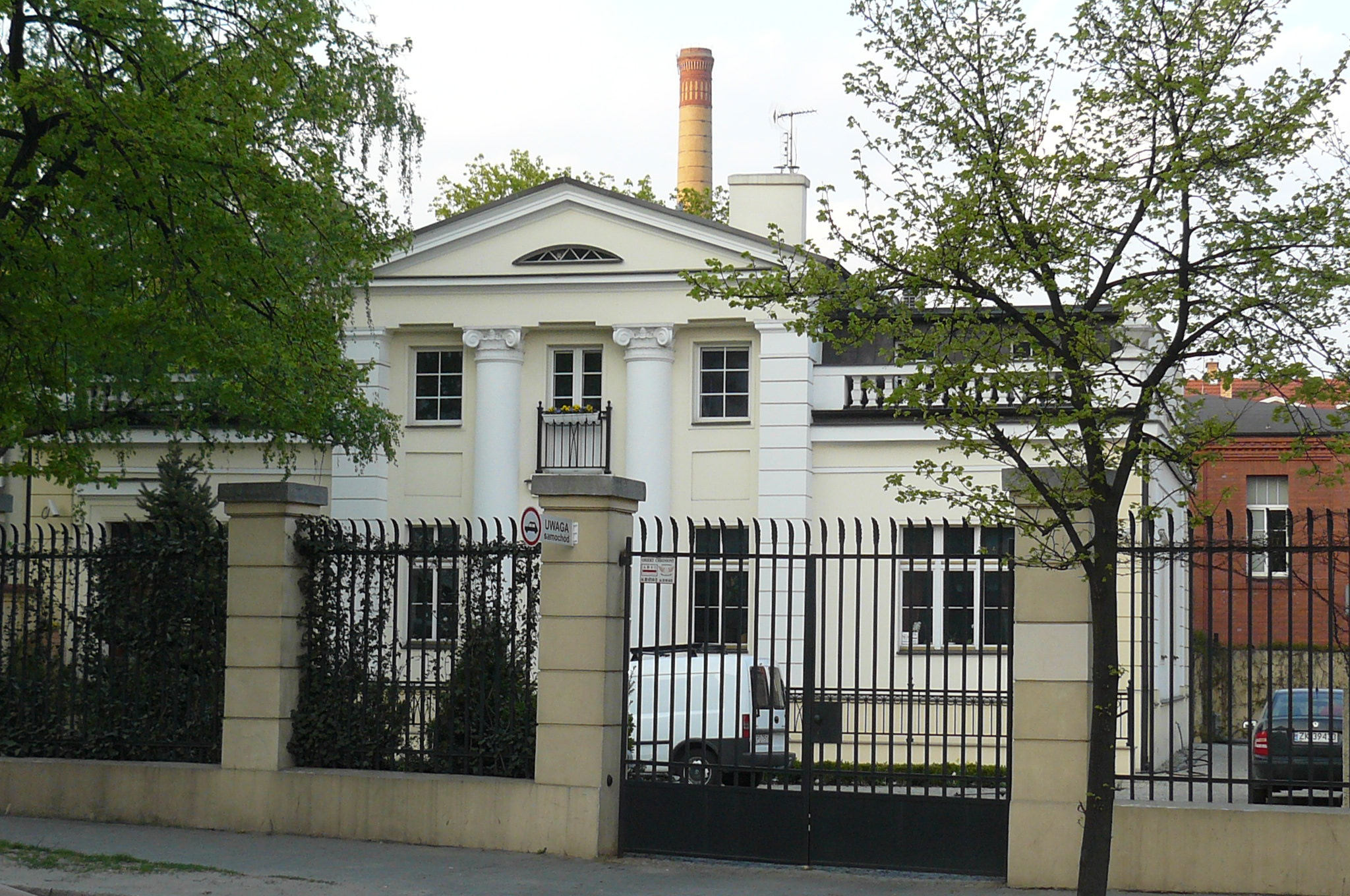
Pecowin
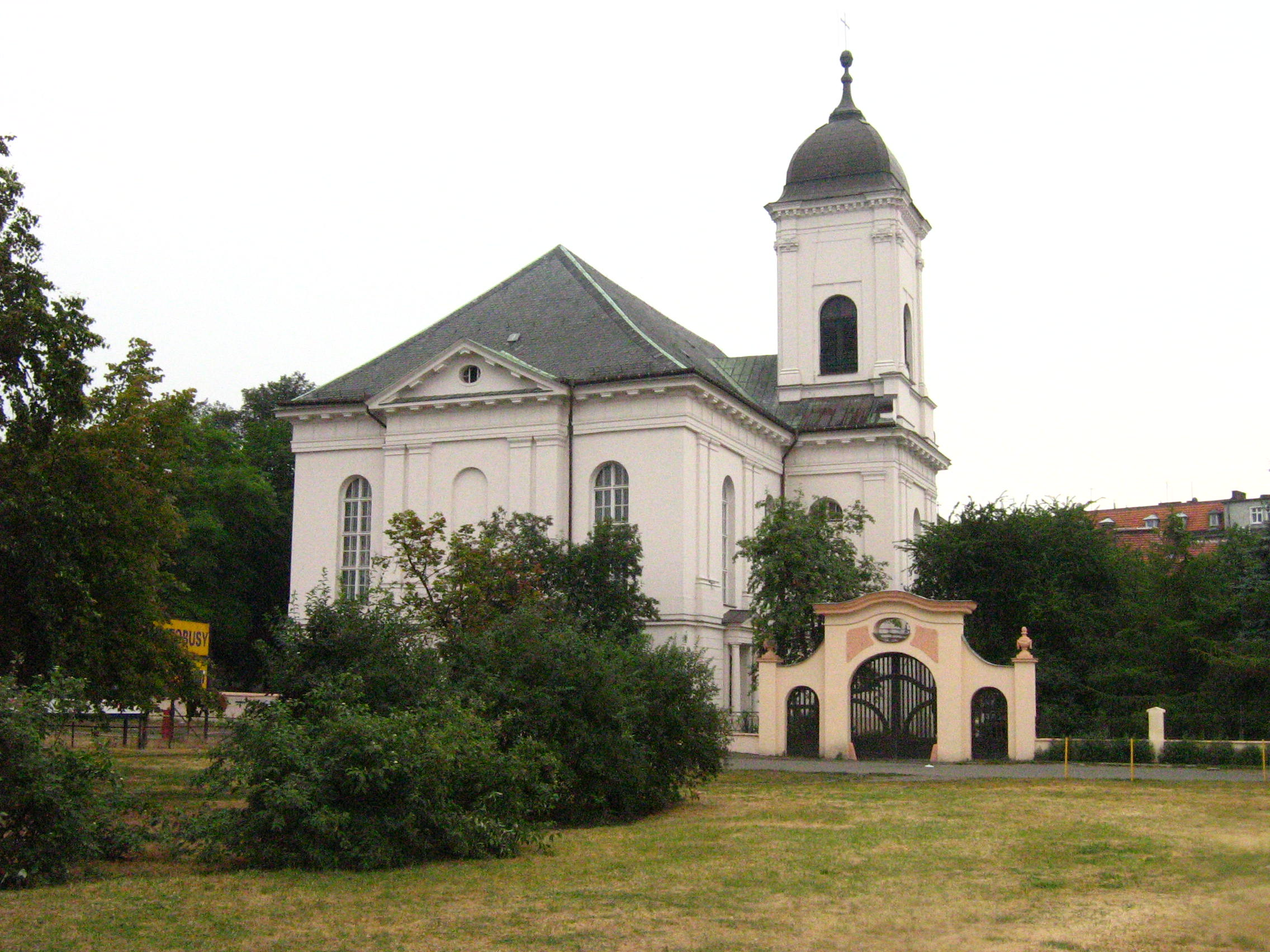
Kościół Wszystkich Świętych

## Osoby
- Jerzy Herniczek, dziennikarz Kuriera Poznańskiego (mieszkaniec ulicy)[1],
- Jan Raczyborski, sztukator (mieszkaniec ulicy pod numerem 24 – dom własny)[2],
- Wincenty Paetz, przedsiębiorca, właściciel Pecowinu.